# Parakampylia
Parakampylia  este un oraș în Grecia în prefectura Aetolia-Acarnania.